# Bregi Kostelski
Benkovo falu Horvátországban Krapina-Zagorje megyében. Közigazgatásilag Pregradához tartozik.

## Fekvése
Krapinától 10 km-re északnyugatra, községközpontjától 4 km-re északra a Horvát Zagorje nyugati részén fekszik.

## Története
A településnek 1857-ben 269, 1910-ben 469 lakosa volt. Trianonig Varasd vármegye Pregradai járásához tartozott. A településnek 2001-ben 359 lakosa volt.

## Nevezetességei
Szent István király tiszteletére szentelt kápolnája a 17. században épült, 1738-ban átépítették. A kápolna nyugat-keleti tájolású, egyhajós épület. A bejárati rész alacsonyabb és keskenyebb, mint a négyszögletes hajó, amelyhez a sokszög záródású szentély és a tőle északra lévő négyszögletes sekrestye csatlakozik. A kápolna egyszerű külsejét a homlokzat sima felületei uralják, melyet egy fa zsaluzattal ellátott háromszög oromzat zárja le, fölötte pedig egy kis fa harangtorony emelkedik hegyes bádogsapkával. A homlokzat alsó részét félköríves portál uralja. A főoltár fennmaradt részei 1641-ből származnak. Valószínűleg a Zagorje legrégebbi fennmaradt oltára.

## Külső hivatkozások
- Pregrada hivatalos oldala
- A város információs portálja